# Устенко, Иван Петрович
Иван Петрович Устенко (7 ноября 1925, с. Ярошовка, Конотопский округ — 30 января 2001) — агроном, участник Великой Отечественной войны.

## Биография
Родился в крестьянской семье. Окончил 7 классов.
В мае 1943 г. призван в Красную Армию; воевал в 682-й отдельной автомобильной роте 28-й армии в составе 2-го Украинского и 3-го Белорусского фронтов.
Награждён медалями «За боевые заслуги», «За взятие Кенигсберга», «За взятие Берлина», «За Победу над Германией».
После демобилизации в 1948 году поступил в Сталинградский сельскохозяйственный институт, который окончил в 1953 году, получив специальность агронома. До 1986 г., до ухода на пенсию, работал в Старополтавском районе Волгоградской области — главным агрономом МТС, затем — главным агрономом совхоза «Гмелинский».
За большие достижения в получении высоких урожаев в засушливых условиях степного Заволжья дважды был награждён орденом «Знак Почёта»: в 1958 и в 1973 г.
Умер 30 января 2001 года. Похоронен в с.Гмелинка Старополтавского района Волгоградской области

## Награды
- два ордена «Знак Почёта» (№ 318686, Указ Президиума Верховного Совета СССР от 20 ноября 1958 г.; № 963185, Указ Прездиума Верховного Совета СССР от 7 декабря 1973 г.)
- медаль «За боевые заслуги»
- медаль «За взятие Кенигсберга»
- медаль «За взятие Берлина»
- медаль «За победу над Германией в Великой Отечественной войне 1941—1945 гг.»
- медаль «За доблестный труд. В ознаменование 100-летия со дня рождения Владимира Ильича Ленина»
- медаль «За трудовую доблесть»
- медаль «За трудовое отличие».